# Mariya Ridel
Mariya Ridel –en ruso, Мария Ридель– (Novosibirsk, 11 de marzo de 1993) es una deportista rusa que compite en esgrima, especialista en la modalidad de sable. En los Juegos Europeos de Bakú 2015 obtuvo una medalla de bronce en la prueba por equipos.

## Palmarés internacional
| Juegos Europeos | Juegos Europeos   | Juegos Europeos   | Juegos Europeos   |
| Año             | Lugar             | Medalla           | Prueba            |
| --------------- | ----------------- | ----------------- | ----------------- |
| 2015            | Bakú (Azerbaiyán) | Medalla de bronce | Sable por equipos |